# 芒廷霍姆村 (加利福尼亞州)
芒廷霍姆村（英語：Mountain Home Village）是位於美國加利福尼亞州聖貝納迪諾縣的一個非建制地區，沿加利福尼亞州38號幹線5.2英里（8.4公里）尤卡帕的東北部。